# Грейсі Голд
Грейсі Голд (англ. Gracie Gold, нар. 17 серпня 1995) — американська фігуристка, бронзова призерка зимових Олімпійських ігор 2014 у командних змаганнях з фігурного катання.